# فاربيرغ
فاربرغ؛ ( التلفظ السويدي: [ˈvɑ̂ːrbærj] )  هي محلية ومكان بلدية فاربرغ، مقاطعة هالاند ، السويد ، يبلغ عدد سكانها 35782 نسمة في عام 2019.
تشتهر مدينة فاربرغ وكل هالاند بشواطئها الرملية "الساحل الغربي النموذجي". في فاربرغ ، يتغير الساحل من الشواطئ الرملية الواسعة إلى التضاريس الصخرية التي تمتد شمالًا إلى أرخبيل بوحسلان وحتى راس الشمال.

## جغرافية
تقع فاربرغ على طول الساحل الغربي السويدي وهي وجهة شهيرة للشاطئ وركوب الأمواج في كل من السويد وأوروبا. لها معلم رئيسي في قلعة وقلعة فاربرغ الكبيرة ، عبر قرون عديدة خاضت حروب بين الدنمارك والسويد قبل جنوب السويد ، بما في ذلك فاربرغ أصبحت سويدية بشكل دائم في عام 1658 من خلال معاهدة روسكيلد . إنها مدينة صغيرة ذات هندسة معمارية بشكل رئيسي من مطلع القرن ولديها العديد من الحدائق الخضراء مثل سوسايتي بارك (سوستتسباركن) والمنتزه الإنجليزي. ومع ذلك ، لم تكن الحدائق الخضراء موجودة دائمًا ، في الواقع في القرن التاسع عشر كانت المدينة خالية إلى حد كبير من الأشجار والمساحات الخضراء ، وكان مكانها عبارة عن صخور صلعاء ورمال. وصفه المؤلف والأسقف السويدي إساياس تيجنير في عام 1826 بأنه المكان الأقل جاذبية في السويد ، والذي تم استخدامه لاحقًا في تسويق فاربرغ. لقد تغيرت الان وأصبحت شواطئها الرملية وجهة شهيرة. عامل اساسي آخر في فاربرغ هو محيطها الطبيعي. تتميز المناظر الطبيعية في الداخل بتلال متدحرجة بها بحيرات وغابات على عكس المناطق الساحلية الأكثر انبساطًا.

## مناخ
تتمتع فاربرغ بمناخ محيطي ، بالرغم من أنه معتدل وفقًا للمعايير السويدية ، إلا أنه لا يزال يحتفظ بتنوع موسمي كبير جدًا. الصيف بشكل عام أكثر برودة من كل من هالمستاد و غوتنبرغ ، مع ارتفاعات يتم تعديلها بواسطة تدفق الهواء البحري. بالرغم من حدوث هذا الاعتدال ، إلا أن بعض أيام الصيف يمكن أن تكون حاره جدًا ، وبعض ليالي الشتاء تشهد بردا قارصا. أعلى درجة حرارة مسجلة منذ عام 1901 هي 33.6 درجة مئوية (92.5 درجة فهرنهايت) في 31 يوليو 2018 وأقل درجة حرارة -25.5 درجة مئوية (-13.9 درجة فهرنهايت) في يناير 1942.
| البيانات المناخية لـ{{{location}}} | البيانات المناخية لـ{{{location}}} | البيانات المناخية لـ{{{location}}} | البيانات المناخية لـ{{{location}}} | البيانات المناخية لـ{{{location}}} | البيانات المناخية لـ{{{location}}} | البيانات المناخية لـ{{{location}}} | البيانات المناخية لـ{{{location}}} | البيانات المناخية لـ{{{location}}} | البيانات المناخية لـ{{{location}}} | البيانات المناخية لـ{{{location}}} | البيانات المناخية لـ{{{location}}} | البيانات المناخية لـ{{{location}}} | البيانات المناخية لـ{{{location}}} |
| الشهر                              | يناير                              | فبراير                             | مارس                               | أبريل                              | مايو                               | يونيو                              | يوليو                              | أغسطس                              | سبتمبر                             | أكتوبر                             | نوفمبر                             | ديسمبر                             | المعدل السنوي                      |
| ---------------------------------- | ---------------------------------- | ---------------------------------- | ---------------------------------- | ---------------------------------- | ---------------------------------- | ---------------------------------- | ---------------------------------- | ---------------------------------- | ---------------------------------- | ---------------------------------- | ---------------------------------- | ---------------------------------- | ---------------------------------- |
| [بحاجة لمصدر]                      |                                    |                                    |                                    |                                    |                                    |                                    |                                    |                                    |                                    |                                    |                                    |                                    |                                    |

## تاريخ

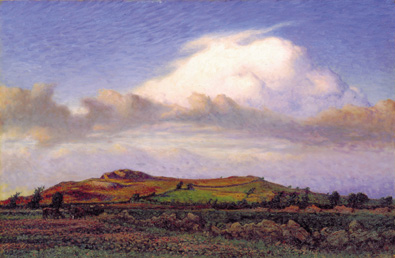
تل هاستين فاربرغ (1898) ، رسم بواسطة Nils Kreuger

تم تشييد قلعة تسمى فاربرغ (كانت مكتوبة في ذلك الوقت واردبيرغ , شاهد هيل ") في عام 1280 كجزء من سلسلة من المؤسسات العسكرية على طول الساحل ، في ما كان يُعرف آنذاك بالأراضي الدنماركية . في منتصف القرن الرابع عشر ، أخذت المستوطنة القديمة "غيتاكار" 1 كيلومتر (0.6 ميل) شمال القلعة اسمها الجديد من القلعة. تم نقل المدينة 5 كـم (3 ميل) باتجاه الشمال حوالي عام 1400. تم تدميره خلال حرب كالمار (1611-1612) وأعيد بناؤه بالقرب من القلعة. في عام 1645 ، انتقل هالاند من الدنمارك إلى السويد بموجب معاهدة برومسبرو لمدة 30 عامًا. كان عدد سكانها في ذلك الوقت حوالي 600 نسمة. أصبح النقل دائمًا بموجب معاهدة روسكيلد في عام 1658. تم نقل المدينة مرة أخرى بعد حريق في عام 1666 إلى حيث يقع وسط المدينة اليوم. دمر حريق هائل المدينة في عام 1863 في عام 1890 تجاوز عدد السكان 4000 نسمة ومع التصنيع وصل إلى 8500 في عام 1930. جعل إصلاح الحكومة المحلية لعام 1971 من فاربرغ مقرًا لبلدية فاربرغ الأكبر بكثير ، حيث يبلغ عدد سكانها الحاليين تقريبا 56000 نسمة. بالرغم من هدم العديد من المنازل في السبعينيات ، إلا أن معظم وسط المدينة لا يزال سليماً.

## مشاهد
قلعة فاربرغ هي أكثر المباني التاريخية شهرة ،ويعود ذلك في الغالب إلى حجمها حيث لا يوجد بها توحيد معماري. تم بناؤه لأول مرة كقلعة في عام 1280 ، حيث تم بناء أجزاء جديدة على التوالي.
بالقرب من فاربرغ يوجد جهاز إرسال في ال اف غريمتون ، وهو مرفق تقني إذاعي مثير للاهتمام ومصنف من قبل اليونسكو ليكون أحد مواقع التراث الثقافي العالمي. تستطيع زيارتها خلال فصل الصيف. يقع المنزل الريفي بيكسيل أيضًا في المنطقة.

## رياضات
تقع النوادي الرياضية التالية في فاربرغ:
- نادي فاربيرجس بيولز
- فاربيرجس جيف اف كيه
- رقائق الصنوبر
- فابيرز فاربرغ

## مواصلات
يقع مطار فاربرغ ، رمز منظمة الطيران المدني الدولي ESGV ، شمال غرب مدينة فاربرغ.

## التعاون الأوروبي
- فاربرغ هي مدينة عضو في شبكة يوروتاونز [5]

## مشاهير
- صوفي جوستافسون ، لاعب غولف
- كامتشاتكا ، فرقة هارد روك
- سفين نيلاندر ، 400 م حواجز
- ماتيلدا رانش ، مصور فاربرغ المبكر
- ستيفان سيلاكوفيتش ، لاعب كرة قدم
- مارجريتا سفينسون ، مغنية ، مؤدية ، شخصية تلفزيونية
- دافينا الزكيري ، مغنية
- نيكلاس إلياسون ، لاعب كرة قدم
- آندي لاروك ، عازف جيتار ، كاتب أغاني ، منتج
- انغيموند بنغتسون ، سياسي ديمقراطي اجتماعي ورئيس البرلمان الريكسداغ
- أوتو توريل ، عالم الطبيعة والجيولوجيا السويدي
- ديك لوفغرين ، عازف جيتار باس لفرقة ميتال سويدية مشجقة

## روابط خارجية
- بلدية فاربرغ - الموقع الرسمي
- متحف مقاطعة هالاند في فاربرغ نسخة محفوظة 11 فبراير 2010 على موقع واي باك مشين. - الموقع الرسمي